# 漢普登 (緬因州)
漢普登（英語：Hampden）是一個位於美國緬因州佩諾布斯科特縣的鎮。

## 人口
根據2020年美國人口普查的數據，漢普登的面積為100.60平方千米，當中陸地面積為98.26平方千米，而水域面積為2.33平方千米。當地共有人口7709人，而人口密度為每平方千米77人。